# Taichi Hara
Taichi Hara (født 5. maj 1999) er en japansk fodboldspiller.
Han har spillet for flere forskellige klubber i sin karriere, herunder FC Tokyo.